# Союз художников Республики Башкортостан
Региональное отделение Всероссийской творческой общественной организации «Союз художников России» Республики Башкортостан («РО ВТОО „СХР“ РБ») — добровольное объединение профессиональных художников и искусствоведов — творческих работников, действующее на всей территории Башкортостана на основе Конституции Российской Федерации, Федеральных Законов «Об общественных объединениях», «О некоммерческих организациях», законодательства о творческих союзах, иного законодательства РФ.

## История
Первыми членами организации были основоположники башкирского профессионального изобразительного искусства К. С. Девлеткильдеев, А. Э. Тюлькин, П. М. Лебедев, Ю. Ю. Блюменталь, А. П. Лежнев, И. И. Урядов, В. С. Сыромятников, М. Н. Елгаштина, Б. Д. Ежов, К. И. Герасимов, А. В. Храмов, В. П. Андреев и другие.
С именами А. Ф. Лутфуллина, Б.Ф Домашникова, Р. М. Нурмухаметова, А. Д. Бурзянцева, А. В. Пантелеева, С. А. Литвинова, П. П. Салмасова, Ф. А. Кащеева, М. А. Назарова, В. А. Позднова, А. Х. Ситдиковой, В. П. Пустарнакова, Н. А. Русских, А. А. Кузнецова, М. Н. Арсланова, Г. Ш. Имашевой, В. И. Плекунова, Т. П. Нечаевой, Б. Д. Фузеева, З. Р. Басырова, А. П. Шутова, Э. М. Саитова, А. Г. Королевского и многих других связано утвердившееся в 1960—1970-х годах понятие «башкирская школа». В творчестве этих художников получили гармоническое развитие традиции русского и башкирского народного искусства, что обусловило самобытность их творений, отличающихся духовной наполненностью, жизнеутверждающим мировосприятием, декоративно и пластической выразительностью.
Новую окраску получило башкирское искусство в 1980—1990-е годы. С изменением политической ситуации в стране и наступившей идеологической, творческой свободой художники всё большее внимание обращают на духовно-нравственные проблемы в жизни общества, на поиски стилистики, созвучной времени, их искусство обретает философско-интеллектуальное начало. Новые темы и формы не заслонили главного — кровной связи художников с традициями башкирской школы, неповторимости её национального колорита.

## Направления деятельности
- Объединение профессиональных творческих работников изобразительного искусства в целях создания необходимых условий для их творческой деятельности;
- организация и осуществление культурной, творческой и выставочной деятельности;
- участие наряду с государственными и общественными организациями в художественном и эстетическом воспитании населения в традициях духовности, патриотизма и гуманизма;
- сохранение и развитие лучших традиций российской многонациональной и мировой художественной культуры, поддержание критериев профессионализма в изобразительном искусстве;
- содействие созданию правовых гарантий пенсионного и социального обеспечения членов своей организации.

## Современность
Сегодняшнее поколение развивает эти традиции, насыщая искусство современной проблематикой и формами. В составе Союза творчески работают более двухсот художников и искусствоведов из Уфы, Стерлитамака, Ишимбая, Нефтекамска, Мелеуза, объединённые в секции «Живопись», «Графика», «Скульптура», «Декоративно-прикладное искусство», «Театрально-декорационное искусство», «Искусствоведение». Кроме этого, при Союзе работает Объединение молодых художников и искусствоведов.
Совместно с Министерством культуры Республики Башкортостан осуществляются художественные выставки и проекты, которые позволяют развиваться всем видам искусства. Среди них международные Триеннале печатной графики, Республиканские выставки декоративно-прикладного искусства, «Акварельная весна», скульптурные симпозиумы и экспозиции «Пространство и форма». Ежегодно организуется пленэры «Образ Родины».
Художники и искусствоведы представляют республику на крупномасштабных международных, всероссийских, региональных выставках — «Победа!», «Отечество», «Россия», «Образ Родины», «Большая Волга», «Урал» и многих других.
Союз художников представляет собой мобильный творческий коллектив художников и искусствоведов, среди которых много ярких имен. Многие художники отмечены государственными наградами, а также наградами престижных международных и зарубежных конкурсов и фестивалей.

## Председатели Союза художников РБ
- 1934—1936 — Усманов Махмуд Даутович
- 1936—1937 — Лежнев Анатолий Петрович
- 1937—1941 — Герасимов Константин Иванович
- 1942—1946 — Урядов Иван Иванович
- 1947—1953 — Ишбулатов Рахим Усманович
- 1954—1955 — Арсланов Мухамед Нуриахметович
- 1955—1957 — Платонов Алексей Трофимович
- 1957—1958 — Ишбулатов Рахим Усманович
- 1958—1964 — Нечаева Тамара Павловна
- 1964—1965 — Фузеев Борис Дмитриевич
- 1965—1970 — Имашева Галия Шакировна
- 1970—1980 — Нурмухаметов Рашит Мухаметбареевич
- 1980—1985 — Саитов Эрнст Миниахметович
- 1985—1987 — Басыров Зильфат Рауфович
- 1987—1989 — Фартуков Иван Иванович
- 1989—1991 — Холопов Анатолий Александрович
- 1991—1998 — Калинушкин Николай Александрович
- 1998—2001 — Дворник Александр Александрович
- 2001—2004 — Гаянов Зуфар Гаянович
- С 2005 по н/в — Фазылов Хатип Сарварович

## Выставочные площади
Союз художников осуществляет экспозиционно-выставочную деятельность в Уфе в двух выставочных залах:
- Уфимская художественная галерея (г. Уфа, ул. Революционная, 34)
- Малый выставочный зал (г. Уфа, ул. Ленина. 43).

В собственности Союза художников находится трехэтажное здание по адресу: г. Уфа, проспект Октября, 148. В этом здании работает художественный магазин-салон «Ильгам».